# Williams FW23
La Williams FW23 è una vettura di Formula 1, con cui la scuderia britannica affronta il campionato 2001.

## Livrea e Sponsor
La vettura mantiene la colorazione dell'anno precedente.
Gli sponsor che sostengono la casa di Grove in questa stagione sono la Castrol come fornitrice dei lubrificanti, la Petrobras come fornitrice del carburante e Allianz, Nortel, Compaq, Reuters e Veltins come marchi pubblicitari sulla livrea. Le gomme sono fornite dall'azienda francese Michelin.

## Stagione
Viene confermato Ralf Schumacher, mentre Juan Pablo Montoya fa il suo esordio in F1.
Il team ottiene quattro vittorie, le prime per il team dal 1997: tre con Schumacher a San Marino, Canada e Germania, le prime della carriera per il tedesco, e una con Montoya in Italia, la prima in Formula 1 per il colombiano. La stagione si conclude al 3º posto nel campionato costruttori.

## Risultati completi in Formula 1
| Anno | Team        | Motore          | Gomme | Piloti        |     |     |     |     |     |     |     |     |   |     |     |     |   |     |   |     |   | Punti | Pos. |
| ---- | ----------- | --------------- | ----- | ------------- | --- | --- | --- | --- | --- | --- | --- | --- | - | --- | --- | --- | - | --- | - | --- | - | ----- | ---- |
| 2001 | Williams F1 | BMW P80 3.0 V10 | M     | R. Schumacher | Rit | 5   | Rit | 1   | Rit | Rit | Rit | 1   | 4 | 2   | Rit | 1   | 4 | 7   | 3 | Rit | 6 | 80    | 3º   |
| 2001 | Williams F1 | BMW P80 3.0 V10 | M     | Montoya       | Rit | Rit | Rit | Rit | 2   | Rit | Rit | Rit | 2 | Rit | 4   | Rit | 8 | Rit | 1 | Rit | 2 | 80    | 3º   |